# Rana alticola
Rana alticola é uma espécie de anfíbio da família Ranidae.
Pode ser encontrada nos seguintes países: Bangladesh, Índia, Myanmar, Tailândia, e possivelmente China e Nepal.
Os seus habitats naturais são: florestas subtropicais ou tropicais húmidas de baixa altitude, matagal húmido tropical ou subtropical, campos de gramíneas de baixa altitude subtropicais ou tropicais sazonalmente húmidos ou inundados e rios.
Está ameaçada por perda de habitat.